# 季公鸟
季公鸟（？—？），姬姓，名鸟，中国春秋时期鲁国三桓季武子的幼子。 
季公鸟娶齐国鲍文子的女儿季姒为妻。生子某甲。季公鸟死了之后，季公亥、公思展和季公鸟的家臣申夜姑管理他的家务。向公之和公甫反诬季公若、公思展和申夜姑。季平子杀了申夜姑，季公若于是非常恨季平子兄弟。鲁昭公二十五年（前517年），季公亥劝鲁昭公的儿子公为诛杀季孙氏。